# 横井時冬
横井 時冬（よこい ときふゆ、安政6年12月14日（1860年1月6日）- 明治39年（1906年）4月18日）は、明治の歴史学者。文学博士。
日本経済史において先駆的な研究を行った。兄は歌人横井時逸。長男は女子野球の普及を行った教育者の横井春野。江戸時代中期の国学者・横井千秋は同族にあたる。

## 経歴
名古屋城三ノ丸の一郭にあった武家屋敷街の中小路にて尾張藩士の横井時相の子として生まれる。5歳で父を11歳で母を失い、兄の横井時逸に育てられた。藩校明倫堂（現愛知県立明和高等学校）で儒学・国学を学ぶが、廃藩置県後に横井氏代々の地である祖父江村に移り住み、愛知県が建てた養成学校（のちの愛知第一師範学校、現愛知教育大学）上等師範科に移って明治9年（1876年）に卒業する。
明治17年（1884年）に東京の東京専門学校（現早稲田大学）に入り、法学科及び英学科を掛け持って明治19年（1886年）に法学科を翌年に英学科を修了して、公証人資格を得る。その間に歴史に関心を抱き、小中村清矩・栗田寛・本居豊穎ら当時の名だたる国学者の門を叩いて教えを受けた。
法学科卒業論文として書いた「大日本不動産沿革史」を明治21年（1888年）に公刊したところ、同書を読んで感銘を受けた矢野二郎校長の要望で、内国商業史取調べのため、土子金四郎、菅沼貞風とともに、前年に改組された高等商業学校（のちの東京高等商業学校、現一橋大学）の教員となり、同校の研究組織であった「内国商業取調掛」に任命され、2年後に同校の助教授となった。
旧幕府や諸侯家に遺された文献や商家などを回って日本の商工業及び産業政策の歴史に関する調査・研究事業を行う。明治25年（1892年）に『帝国商業史講義録』を編纂してのテキストとして用い、それが評価されて明治28年（1895年）には教授となる。その間も研究を重ねて、明治31年（1898年）には、代表作となる『日本商業史』・『日本工業史』を相次いで刊行、明治35年（1902年）には、両書によって文学博士を授与されて、歴史学者としての地位を築いた。
明治37年（1904年）、東京専門学校が早稲田大学となり商科が設置されると、天野為之とともにその立ち上げに協力、東京高等商業学校教授と早稲田大学講師を兼務して日本商業史を教える。志田鉀太郎、下野直太郎、關一、星野太郎、佐野善作、村瀬春雄、坂本陶一、石川文吾、瀧本美夫ら東京高等商業学校の同僚とともに明治大学商学部設置にも尽力し、明治大学商学部商業史講師も兼務。明治39年4月18日卒去。47歳没。墓所は雑司ヶ谷霊園。

## 栄典
- 1904年（明治37年）5月10日 - 正六位[5]

## 著作
横井は日本産業史の専門家であったが、美術や造園史分野に手を染め、19世紀後半から1906年に亡くなるまで、美術史と造園園芸学の研究に身を投じた。造園の技術の著作を含め、いくつか書き残している。1889年、図版を含まない造園書『園芸考』を刊行。この著において横井は初めて、園芸学という角度から、作庭技術の再読を試みている。1904年に出版された『藝窓雑載』（明治書院）では1章分を日本園芸史に割いている。
『園芸考』を改訂発展させた『日本庭園発達史』（日本文化名著選;第13、創元社、1942年）は、彼の死後34年経って堀口捨巳と森蘊の尽力によって出版された。
他著書に、『工芸鏡』（六合館書店、1894年）、『小堀遠州 本阿弥光悦』（裳華房、1897年） 、
『大日本美術図譜』（一、二巻、同解説、小杉榲邨と、1901年）、『日本絵画史』（金港堂、1901年) 
がある。